# アレクサンダー・クリストフ
アレクサンダー・クリストフ（Alexander Kristoff、1987年7月5日 - ）は、ノルウェー、オスロ出身の自転車競技（ロードレース）選手。

## 経歴
2010年、BMC・レーシングチームに移籍。
2012年、チーム・カチューシャに移籍。ロンドン五輪・個人ロードでは追走集団でのスプリントを制し、銅メダルを獲得した。
2013年、ツール・ド・スイス第5ステージにて登りスプリント制してワールドツアー初勝利を挙げた。
2014年、ミラノ〜サンレモにて小集団でのスプリントを制して大金星を挙げ、ノルウェー人初の大会優勝者となった。続くツール・ド・フランスでも2勝し、グランツールでは初勝利となる。そして、ヴァッテンフォール・サイクラシックスでも勝利を勝ち取り、今シーズン世界最多の14勝目を飾った。
2015年、ロンド・ファン・フラーンデレンでは初のノルウェー人大会制覇者となり、GP西フランス・プルエーも制する事で、昨年よりも多い今シーズン世界最多の20勝目を飾った。
2017年、ヨーロッパ選手権ロードレースにて優勝。
2018年、UAE チーム・エミレーツに移籍。ツール・ド・フランス最終ステージにて4年ぶりのツールでの勝利を獲得。
2020年、ツール・ド・フランス第1ステージにて集団スプリントを制し2年ぶりにツールで勝利を挙げ、自身初めてマイヨ・ジョーヌを着用した。

## 主な戦績

### 2007年
- ノルウェー選手権・U23　ロードレース 優勝
- ファナ・スュケルフェスティヴァル　総合優勝

### 2008年
- リンゲリケGP 区間優勝（第4ステージ）

- ノルウェー選手権・クリテリウム 優勝

### 2009年
- リンゲリケGP　区間優勝（第3ステージ）

- ノルウェー選手権・U23部門・ロードレース 優勝

### 2010年
- フィラデルフィア・インターナショナル・チャンピオンシップ　3位
- ヴァッテンフォール・サイクラシックス　4位

### 2011年
- ノルウェー選手権 優勝（ロードレース）
- グランプリ・ド・フルミー 2位

### 2012年
- デ・パンネ3日間 ポイント賞（第3aステージ優勝）
- ロンドン五輪・個人ロード　3位
- デンマーク一周　ポイント賞（第4ステージ優勝）
- ワールド・ポーツ・クラシック ヤングライダー賞
- グランプリ・ド・フルミー 2位

### 2013年
- ミラノ〜サンレモ 8位
- デ・パンネ3日間 総合2位、ポイント賞（第3aステージ優勝）
- ロンド・ファン・フラーンデレン 4位
- パリ〜ルーベ 9位
- ツアー・オブ・ノルウェー 区間優勝（第1,2,5ステージ）
- ツール・ド・スイス 区間優勝(第5ステージ)
- ツール・ド・フィヨルズ 区間優勝(第2,3(TTT)ステージ)
- ヴァッテンフォール・サイクラシックス 3位

### 2014年
- ツアー・オブ・オマーン 区間優勝（第2ステージ）
- ミラノ〜サンレモ 優勝
- ルント・ウム・デン・フィナンツプラッツ・エシュボルン＝フランクフルト 優勝
- ツアー・オブ・ノルウェー ポイント賞、区間優勝（第1,5ステージ）
- ツール・ド・フィヨルズ 総合優勝、ポイント賞(第2,4,5ステージ優勝)
- ツール・ド・フランス　区間優勝(第12,15ステージ)
- アークティック・レース・オブ・ノルウェー 総合2位、ポイント賞（第2,4ステージ優勝）
- ヴァッテンフォール・サイクラシックス 優勝

### 2015年
- ツアー・オブ・カタール 総合3位、ポイント賞（第2,4,5ステージ優勝）
- ツアー・オブ・オマーン 区間優勝（第3ステージ）
- クールネ〜ブリュッセル〜クールネ　2位
- パリ～ニース 区間優勝（第1ステージ）
- ミラノ〜サンレモ 2位
- デ・パンネ3日間　総合優勝、ポイント賞(第1,2,3aステージ優勝)
- ロンド・ファン・フラーンデレン 優勝
- スヘルデプライス 優勝
- ツアー・オブ・ノルウェー　ポイント賞、区間優勝（第1,2ステージ）
- ツール・ド・フィヨルズ　ポイント賞(第1,2,3ステージ優勝)
- グロサー・プライス・デス・カントン・アールガウ 優勝
- ツール・ド・スイス　区間優勝(第7ステージ)
- アークティック・レース・オブ・ノルウェー ポイント賞（第1ステージ優勝）
- ヴァッテンフォール・サイクラシックス 2位
- GP西フランス・プルエー 優勝
- グランプリ・シクリスト・ド・ケベック 3位

### 2016年
- ツアー・オブ・カタール　総合2位、ポイント賞（第2,4,5ステージ優勝）
- ツアー・オブ・オマーン 区間優勝（第3,6ステージ）
- クールネ〜ブリュッセル〜クールネ 2位
- デ・パンネ3日間　総合2位、ポイント賞（第1ステージ優勝）
- ロンド・ファン・フラーンデレン 4位
- ルント・ウム・デン・フィナンツプラッツ・エシュボルン＝フランクフルト 優勝
- ツアー・オブ・カリフォルニア　区間優勝（第7ステージ）
- アークティック・レース・オブ・ノルウェー 区間優勝（第1ステージ）
- ツール・デ・フィヨルド 総合優勝、ポイント賞（第2,3,5ステージ優勝）

### 2017年
- エトワール・ド・ベセージュ　ポイント賞（第2ステージ優勝）
- ツアー・オブ・オマーン　区間優勝（第1,4,6ステージ）
- デ・パンネ3日間　区間優勝（第2ステージ）
- ルント・ウム・デン・フィナンツプラッツ・エシュボルン＝フランクフルト 優勝
- ライドロンドン＝サリー・クラシック（英語版） 優勝
- ロードレース・ヨーロッパ選手権 優勝（ロードレース）
- アークティック・レース・オブ・ノルウェー 区間優勝（第2ステージ）
- ブルターニュ・クラシック 2位

### 2018年
- ツアー・オブ・オマーン 区間優勝（第6ステージ）
- アブダビ・ツアー 区間優勝（第1ステージ）
- エシュボルン・フランクフルト 優勝
- ツール・ド・フランス 区間優勝（第21ステージ）
- ユーロアイズ・サイクラシックス 3位

### 2019年
- ツアー・オブ・オマーン 区間優勝（第1ステージ）
- ヘント〜ウェヴェルヘム 優勝
- ロンド・ファン・フラーンデレン 3位
- ツアー・オブ・ノルウェー  総合優勝、 ポイント賞（第5ステージ優勝）
- グロサー・プライス・デス・カントン・アールガウ 優勝
- ドイツ・ツアー 区間優勝（第2ステージ）
- オコロ・スロベンスカ（英語版） 区間優勝（第1aステージ）

### 2020年
- ツール・ド・フランス 区間優勝　(第1ステージ)

### 2021年
- アークティック・レース・オブ・ノルウェー  ポイント賞
- ドイツ・ツアー 区間優勝（第2,4ステージ）

### 2022年
- クラシカ・デ・アルメリア 優勝
- スヘルデプライス 優勝
- ツアー・オブ・ノルウェー 区間優勝（第6ステージ）
- シルキュイ・フランコ・ベルジュ 優勝
- ドイツ・ツアー 区間優勝（第2ステージ）

### 2023年
- ヴォルタ・アン・アルガルヴェ 区間優勝（第1ステージ）
- ツアー・オブ・ノルウェー 区間優勝（第3ステージ）

### 2024年
- エルフステーデンロンデ（英語版） 優勝
- アントワープ・ポート・エピック（英語版） 優勝
- ツアー・オブ・ノルウェー 区間優勝（第4ステージ）
- ヘイストス・ペイル（英語版） 優勝
- アークティック・レース・オブ・ノルウェー 区間優勝（第1，2ステージ）
- CROレース（英語版） 区間優勝（第1, 5ステージ）

### 2025年
- ブエルタ・ア・アンダルシア 区間優勝（第3ステージ）